# La Guillermie
 La Guillermie  là một xã ở tỉnh Allier thuộc miền trung nước Pháp.